# Укшозеро
Укшозеро — озеро в Республіки Карелія на кордоні Кондопозького (північна частина озера) і Прионезького (південна частина) районів.

## Загальний опис
Озеро являє собою котловину тектонічного походження.Форма неправильна, витягнута з північного заходу на південний схід, велика затока — «Сургуба». Береги високі, кам'янисто-піщані. На озері 14 островів загальною площею 0,56 км. Багаторічна максимальна амплітуда коливання рівня - 2,61 м, середня 1,88 м.
Основний приплив через штучну Косалмську протоку з Кончозера. Із заходу Укшозеро через протоку Солом'яна з'єднане з озером Сургубським.
У південно-східній частині озеро пов'язане протокою з річкою Шуя. Грунти дна в основному мулисті, зустрічається озерна руда, в прибережній зоні грунти кам'янисто-піщані.
Вища водна рослинність представлена очеретом у затоках.
В озері мешкають ряпушка, лящ, щука, сиг, окунь, минь, плотва, йорж. З річки Шуя до озера періодично піднімається лосось.
Озеро слугує джерелом водопостачання селища Меліоративний і приймачем комунально-побутових стічних вод селища Бєсовєц.